# Tupou VI delle Tonga
Tupou VI (nato ʻAhoʻeitu ʻUnuakiʻotonga Tukuʻaho; Nukuʻalofa, 12 luglio 1959) è il re delle Tonga dal 2012.

## Biografia
Tupou VI è nato a Nukuʻalofa, Tonga, il 12 luglio 1959, ultimo dei quattro figli del re Tāufaʻāhau Tupou IV e della consorte Halaevalu Mata'Aho 'Ahome'e. È stato istruito alla The Leys School di Cambridge dal 1973 al 1977. Ha poi frequentato l'Università dell'East Anglia, dove si è dedicato a studi per lo sviluppo, dal 1977 al 1980. Ha iniziato la sua carriera nelle forze armate nella Marina Militare nel 1982 ed è diventato capitano di corvetta nel 1987. Si è laureato presso l'US Naval War College come parte della classe 33 nel 1988.
Dal 1990 al 1995 ha comandato la classe motovedetta del Pacifico VOEA Pangai e nel frattempo è stato responsabile delle operazioni di mantenimento della pace nell'isola di Bougainville. Si è laureato con un master in studi per la difesa presso la Università del Nuovo Galles del Sud nel 1997 e con un master in relazioni internazionali presso la Bond University di Gold Coast nel 1999. Nel 1998 ha concluso la sua carriera militare per entrare a far parte del governo, prima come ministro degli affari esteri e della difesa, dall'ottobre 1998 all'agosto 2004.
Il 3 gennaio 2000 è stato nominato Primo ministro, incarico che ha mantenuto fino alle sue improvvise dimissioni l'11 febbraio 2006, avvenute per ragioni non del tutto chiarite, probabilmente a causa dei disordini avvenuti nel paese dalla metà del 2005, una serie di proteste pro-democrazia che chiedevano un ruolo minore della famiglia reale nel governo. Il suo successore designato, Feleti Sevele, è stato il primo capo dell'esecutivo a non essere un principe o un membro dell'aristocrazia, composta da 33 famiglie nobili.
Ha avuto anche i ruoli di ministro dell'agricoltura, delle foreste, della pesca, della marina e dei porti e di ministro delle comunicazioni e dell'aviazione civile. Nel 2008 ha avuto l'incarico di primo alto commissario per l'Australia, incarico che ha mantenuto fino alla sua successione al trono di Tonga nel 2012. Nel 2013 è stato nominato rettore dell'Università del Pacifico del Sud.

### Regno

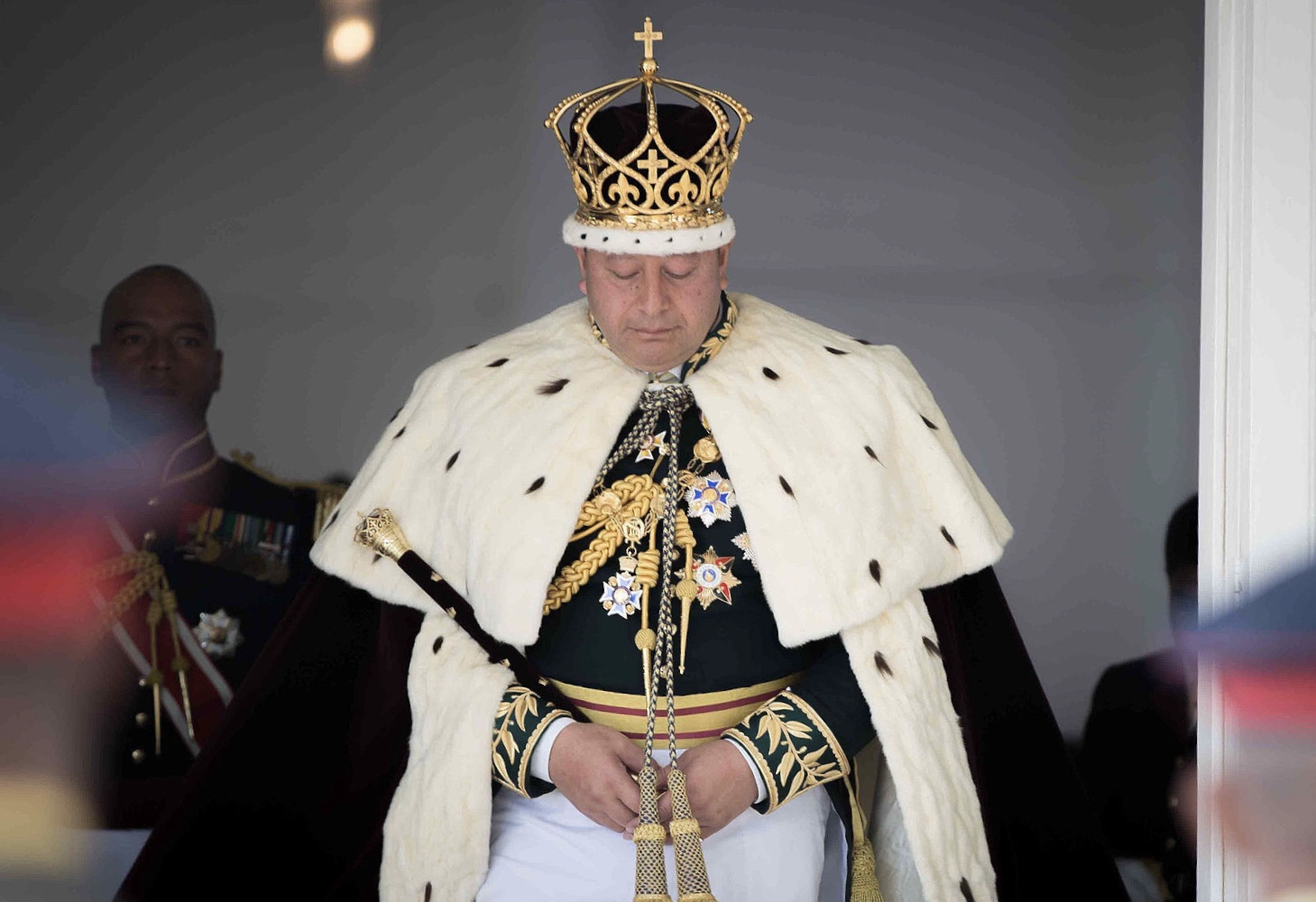
Tupou VI dopo la sua incoronazione a Nukuʻalofa il 4 luglio 2015

Tupou VI è succeduto al fratello George Tupou V alla morte di quest'ultimo, avvenuta il 18 marzo 2012. Tupou VI e la regina Nanasipau'u sono stati incoronati nella Centenary Church di Nukuʻalofa il 4 luglio 2015 dal reverendo D'Arcy Wood, ministro della Chiesa Metodista australiana, nato a Tonga. Era assistito dal reverendo 'Ahio e dal reverendo Tevita Havea, rispettivamente presidente e segretario generale della Chiesa Metodista di Tonga.
Le celebrazioni hanno visto la partecipazione di numerosi ospiti internazionali e di circa 15.000 persone, per lo più tongani espatriati, che hanno voluto presenziare ai festeggiamenti. Durante la cerimonia, Tupou VI è stato unto con l'olio santo, ornato con un anello, con lo scettro e con la corona posta sul capo dal reverendo Wood. È infatti considerato un tabù per qualsiasi tongano nativo toccare la testa del re. Le celebrazioni sono durate per un totale di undici giorni, a partire da una settimana prima della cerimonia.

## Matrimonio e discendenza
L'11 dicembre 1982 nella Cappella reale di Nukuʻalofa, l'allora principe ʻAhoʻeitu ha sposato Nanasipau'u Tuku'aho, figlia del barone Vaea, primo ministro del regno negli anni '90. 
La coppia ha tre figli:
- Angelika Lātūfuipeka Halaevalu Mataʻaho Napua ʻOkalani Tukuʻaho (nata a Nukuʻalofa il 17 novembre 1983). È succeduta al padre come Alto commissario in Australia dall'agosto del 2012.
- Siaosi Manumataongo ʻAlaivahamamaʻo ʻAhoʻeitu Konstantin Tukuʻaho (nato a Nukuʻalofa il 17 settembre 1985). Principe ereditario, ha sposato il 12 luglio 2012 Sinaitakala Fakafanua, figlia del grande capo Kinikinilau Fakafanua e della principessa Ofeina[9] Hanno tre figli:
  - Taufaʻahau Manumataongo Tukuʻaho (nato ad Auckland il 10 maggio 2013).
  - Halaevalu Mata'aho (nata ad Auckland il 12 luglio 2014).
  - Nanasipau’u (nata ad Auckland il 20 marzo 2018).
- Viliami ʻUnuaki-ʻo-Tonga Mumui Lalaka-Mo-e-ʻEiki Tukuʻaho, principe ʻAta (nato a Nukuʻalofa il 27 aprile 1988).

## Ascendenza
|                             |                                   |                                    | Genitori                                |  |  | Nonni |  |  | Bisnonni        |  |  | Trisnonni                 |  |
|                             |                                   |                                    |                                         |  |  |       |  |  | Siaosi Tukuʻaho |  |  | Viliami Tungī Halatuituia |  |
|                             |                                   |                                    |                                         |  |  |       |  |  | Siaosi Tukuʻaho |  |  | Viliami Tungī Halatuituia |  |
|                             |                                   | ʻAnaseini Tupou Veihola            |                                         |  |  |       |  |  | Siaosi Tukuʻaho |  |  |                           |  |
| Viliami Tungī Mailefihi     |                                   |                                    |                                         |  |  |       |  |  | Siaosi Tukuʻaho |  |  |                           |  |
|                             |                                   | Mele Siuʻilikutapu                 | Sūnia Mafileʻo                          |  |  |       |  |  |                 |  |  |                           |  |
|                             |                                   | Mele Siuʻilikutapu                 | Sūnia Mafileʻo                          |  |  |       |  |  |                 |  |  |                           |  |
|                             |                                   | Mele Siuʻilikutapu                 | Fane Tupou Vavaʻu                       |  |  |       |  |  |                 |  |  |                           |  |
| Tupou IV di Tonga           |                                   | Mele Siuʻilikutapu                 |                                         |  |  |       |  |  |                 |  |  |                           |  |
|                             |                                   | Giorgio Tupou II di Tonga          | Principe Siaosi Fatafehi Toutaitokotaha |  |  |       |  |  |                 |  |  |                           |  |
|                             |                                   | Giorgio Tupou II di Tonga          | Principe Siaosi Fatafehi Toutaitokotaha |  |  |       |  |  |                 |  |  |                           |  |
|                             |                                   | Giorgio Tupou II di Tonga          | ʻElisiva Fusipala Taukiʻonetuku         |  |  |       |  |  |                 |  |  |                           |  |
| Sālote Tupou III di Tonga   |                                   | Giorgio Tupou II di Tonga          |                                         |  |  |       |  |  |                 |  |  |                           |  |
|                             |                                   | Lavinia Veiongo Fotu               | ʻAsipeli Kupuavanua Fotu                |  |  |       |  |  |                 |  |  |                           |  |
|                             |                                   | Lavinia Veiongo Fotu               | ʻAsipeli Kupuavanua Fotu                |  |  |       |  |  |                 |  |  |                           |  |
|                             |                                   | Lavinia Veiongo Fotu               | Tōkanga Fuifuilupe                      |  |  |       |  |  |                 |  |  |                           |  |
| Tupou VI di Tonga           |                                   | Lavinia Veiongo Fotu               |                                         |  |  |       |  |  |                 |  |  |                           |  |
|                             | Salomone Piutau ʻOtukolo ʻAhomeʻe | Taniela ʻOtukolo ʻAhomeʻe          |                                         |  |  |       |  |  |                 |  |  |                           |  |
|                             | Salomone Piutau ʻOtukolo ʻAhomeʻe | Taniela ʻOtukolo ʻAhomeʻe          |                                         |  |  |       |  |  |                 |  |  |                           |  |
|                             | Salomone Piutau ʻOtukolo ʻAhomeʻe | Siulolovau Vaea                    |                                         |  |  |       |  |  |                 |  |  |                           |  |
| Tēvita Manuopangai ʻAhomeʻe | Salomone Piutau ʻOtukolo ʻAhomeʻe |                                    |                                         |  |  |       |  |  |                 |  |  |                           |  |
|                             |                                   | ʻAmelia Moʻungaʻaelangi Maealiuaki | Viliami Maealiuaki Mafileʻo             |  |  |       |  |  |                 |  |  |                           |  |
|                             |                                   | ʻAmelia Moʻungaʻaelangi Maealiuaki | Viliami Maealiuaki Mafileʻo             |  |  |       |  |  |                 |  |  |                           |  |
|                             |                                   | ʻAmelia Moʻungaʻaelangi Maealiuaki | Maʻata Peleki                           |  |  |       |  |  |                 |  |  |                           |  |
| Halaevalu Mata'Aho 'Ahome'e |                                   | ʻAmelia Moʻungaʻaelangi Maealiuaki |                                         |  |  |       |  |  |                 |  |  |                           |  |
|                             |                                   | Fotu ʻa Falefā Veikune             | Siosāteki Tonga Veikune                 |  |  |       |  |  |                 |  |  |                           |  |
|                             |                                   | Fotu ʻa Falefā Veikune             | Siosāteki Tonga Veikune                 |  |  |       |  |  |                 |  |  |                           |  |
|                             |                                   | Fotu ʻa Falefā Veikune             | ʻAkanesi Tuʻifua                        |  |  |       |  |  |                 |  |  |                           |  |
| Heuʻifanga Veikune          |                                   | Fotu ʻa Falefā Veikune             |                                         |  |  |       |  |  |                 |  |  |                           |  |
|                             |                                   | Vāhoi ʻAtaongo                     | Siale ʻAtaongo                          |  |  |       |  |  |                 |  |  |                           |  |
|                             |                                   | Vāhoi ʻAtaongo                     | Siale ʻAtaongo                          |  |  |       |  |  |                 |  |  |                           |  |
|                             |                                   | Vāhoi ʻAtaongo                     | Tupou Moheofo                           |  |  |       |  |  |                 |  |  |                           |  |
|                             |                                   | Vāhoi ʻAtaongo                     |                                         |  |  |       |  |  |                 |  |  |                           |  |